# 查尔斯·克罗
查尔斯·克罗（英語：Charles Crowe，1867年10月12日—1953年9月3日），加拿大男子射击运动员。他曾代表加拿大参加1908年夏季奥林匹克运动会射击比赛，获得男子团体军用步枪铜牌。